# SN 2010bs
SN 2010bs – supernowa typu II odkryta 15 kwietnia 2010 roku w galaktyce UGC 7416. W momencie odkrycia miała maksymalną jasność 17,50m.